# András II của Hungary
Nhà vua András II (tiếng Hungary: II. András, tiếng Croatia: Andrija II., tiếng Slovak: Ondrej II., tiếng Ukraina: Андрій II; cuộc đời từ 1177 – 21 tháng 9 năm 1235), còn được biết đến là András của Jerusalem, là Vua của Hungary và Croatia từ năm 1205 đến năm 1235. Ngài cai trị Công quốc Halych từ năm 1188 đến 1189/1190, tiếp tục lên cai trị trong khoảng thời gian từ 1208/1209 đến 1210. Ngài là con trai bé của vua Béla III, người đã chuyển quyền quản lý Công quốc Halych cho András ngay khi chinh phục được vào năm 1188. Các quy định ban hành của András không được lòng các quý tộc (các boyars) và đã bị họ hợp lực trục xuất. Béla III để lại tài sản và tiền bạc cho András, cử ông phải dẫn đầu một cuộc thập tự chinh đến Đất Thánh. Song, thay vì làm theo lời cha, András buộc anh trai của mình, Vua Emeric của Hungary, nhượng quyền cai trị Croatia và Dalmatia cho mình vào năm 1197. Ngay sau đó, András đánh chiếm Hum.
Vào năm 1204, András được phong làm người giám hộ cho con trai của Emeric - Ladislaus III - khi nhà vua hấp hối, bấp chấp việc ông không ngừng đối nghịch mình. Sau cái chết sớm của Ladislaus III, András lên ngôi vào năm 1205. Theo nhà sử học László Kontler "Bối cảnh mà các mối quan hệ xã hội, thiết lập thể chế và phân chia tầng lớp hỗn loạn đã bị có những mầm mống từ thời của Stephen I và rồi nổ ra dưới thời trị vì của András" ở Hungary. András đưa ra một chính sách tài trợ mới, tạm gọi là "thể chế mới", đem tặng tiền và tài sản hoàng gia cho các đảng phái của mình mặc cho hoàng gia sẽ bị mất đi nguồn thu. Ngài là quốc vương Hungary đầu tiên nhận tước hiệu "Vua của Halych và Lodomeria". Ngài đã tiến hành ít nhất 12 cuộc chiến để giành lấy hai kinh đô của Rus, nhưng các quý tộc địa phương và các hoàng tử lân cận đã ngăn cản ngài chinh phục các kinh đô. Ngài tham gia vào cuộc Thập tự chinh lần thứ năm tới Đất Thánh vào năm 1217–1218 song đã thất bại.
Khi servientes regis (tạm dịch - "tôi tớ của hoàng gia") tăng lên, András đã buộc phải ban hành Sắc lệnh Golden Bull năm 1222, đưa ra những đặc quyền riêng cho tầng lớp này. Điều này dẫn đến sự gia tăng của giới quý tộc ở Vương quốc Hungary. Với cộng đồng Transylvanian Saxon, năm 1224, András ban hành văn bằng Diploma Andreanum thừa nhận quyền tự trị tạm thời. Việc chấp nhận người Do Thái và người Hồi giáo vào làm trong các công việc quản lý nguồn thu của hoàng gia đã khiến ông xung đột với Tòa thánh và các quan chức Hungary. Năm 1233, András cam kết tôn trọng các đặc quyền của giáo sĩ và cách chức các quan chức không theo đạo Thiên chúa của mình, song ông không bao giờ thực hiện lời hứa này.
Người vợ đầu tiên của András, bà Gertrude xứ Merania, đã bị sát hại vào năm 1213 do sự thiên vị trắng trợn của bà đối với những người thân và cận thần người Đức của mình đã gây bất bình cho các lãnh chúa bản xứ. Con gái của họ - Elizabeth của Hungary được Tòa thánh ban phước và coi trọng trong suốt cuộc đời András. Sau khi András qua đời, các con trai của ông (Béla và Coloman) cáo buộc người vợ ba của András Beatrice d'Este vào tội ngoại tình và từ chối thừa nhận con của bà, Stephen, là người con hợp pháp.

## Cuộc đời

Các " sọc Árpád " (bốn sọc Argent (bạc) và bốn sọc Gules (đỏ)) trên quốc huy cá nhân của András

### Công tước xứ Croatia và Dalmatia (1197–1204)
András đã sử dụng gia sản mà ông được thừa kế từ cha để kêu gọi những người ủng hộ là các lãnh chúa Hungary. Ông cũng thành lập liên minh với Leopold VI, Công tước của Áo để âm mưu chống lại Emeric. Quân đội của họ đánh đuổi quân đội hoàng gia tại Mački, Slavonia, vào tháng 12 năm 1197. Dưới cưỡng ép, Vua Emeric đã trao hai vùng đất Croatia và Dalmatia cho András  quản lý. Trên thực tế, András  đã cai quản Croatia và Dalmatia như một quốc vương độc lập. Ông đã đúc tiền, cấp đất và xác nhận các đặc quyền.   Ông hợp tác với người Frankopans, Babonići, và các lãnh chúa địa phương khác. Các Đại bác Thường của Mộ Thánh (tạm dịch từ: Canons Regular of Holy Sepulcher) định cư ở đây trong thời gian ông cai trị. Lợi dụng cái chết của Miroslav, András  đánh chiếm Hum và giành được ít nhất vùng đất giữa sông Cetina và sông Neretva. Ông đã gọi bản thân là "Công tước xứ Zadar và của tất cả Dalmatia, Croatia và Hum - Nhờ ân sủng của Chúa" trong hiến pháp của mình.

### Người giám hộ của cháu trai mình (1204–1205)
Vua Emeric qua đời vào ngày 30 tháng 11 năm 1204. András lên cai quản vương quốc với tư cách là nhiếp chính của Ladislaus, nhưng ông đã tính số năm làm vương quyền của mình kể từ khi anh trai qua đời, cho thấy rằng ông đã coi mình là quốc vương hợp pháp trong triều đại của Ladislaus III. Giáo hoàng Innocent đã khuyên András nên trung thành với Ladislaus. Song, András đã chiếm đoạt số tiền mà Emeric đã để lại cho Ladislaus tại Tu viện Pilis. Mẹ của Ladislaus, Constance xứ Aragon, chạy trốn khỏi Hungary, đưa con trai đến Áo. András đã chuẩn bị cho chiến tranh với Leopold VI, Công tước của Áo, nhưng Ladislaus đã đột ngột qua đời tại Vienna vào 7/5/1205.

## Trị vì

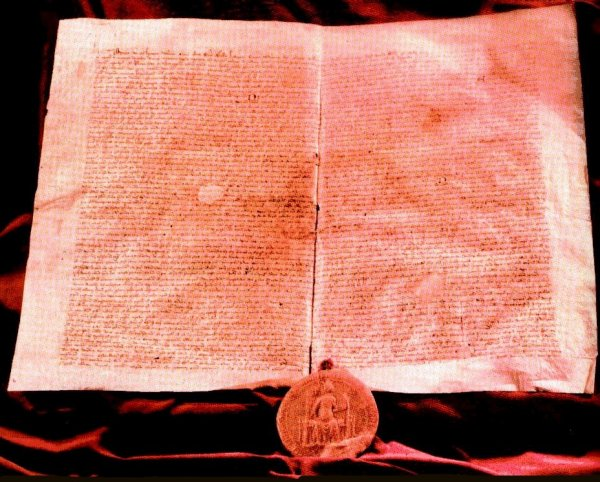
Sắc lệnh Golden Bull năm 1222

### "Các thể chế mới" và các chiến dịch ở Halych (1205–1217)
John, Tổng giám mục của Kalocsa, đưa András lên ngôi tại Székesfehérvár vào ngày 29 tháng 5 năm 1205.  András  đưa ra chính sách mới đối với các khoản tài trợ của hoàng gia, cái mà ông gọi là "thể chế mới" trong một trong những điều lệ của mình.  Ông phân chia phần lớn lãnh thổ hoàng gia — gồm các lâu đài và điền trang đi kèm — như một món quà tài trợ cho những người đã ủng hộ ông. Các tài sản này vẫn có hiệu lực với quyền thừa kế. András  tuyên bố rằng "thước đo tốt nhất của một khoản trợ cấp hoàng gia là ở giá trị không thể đo đếm được của nó."  "Các thể chế mới" của ông đã thay đổi mối quan hệ giữa các quốc vương và các lãnh chúa Hungary. Trong thế kỷ trước, địa vị của một lãnh chúa chủ yếu phụ thuộc vào thu nhập mà người đó nhận được khi phục vụ quốc vương; còn với "thể chế mới", các tài sản thừa kế của họ đã mang lại đủ doanh thu cho chính họ.

## Gia đình
- Với Gertrude of Merania (± 1185):

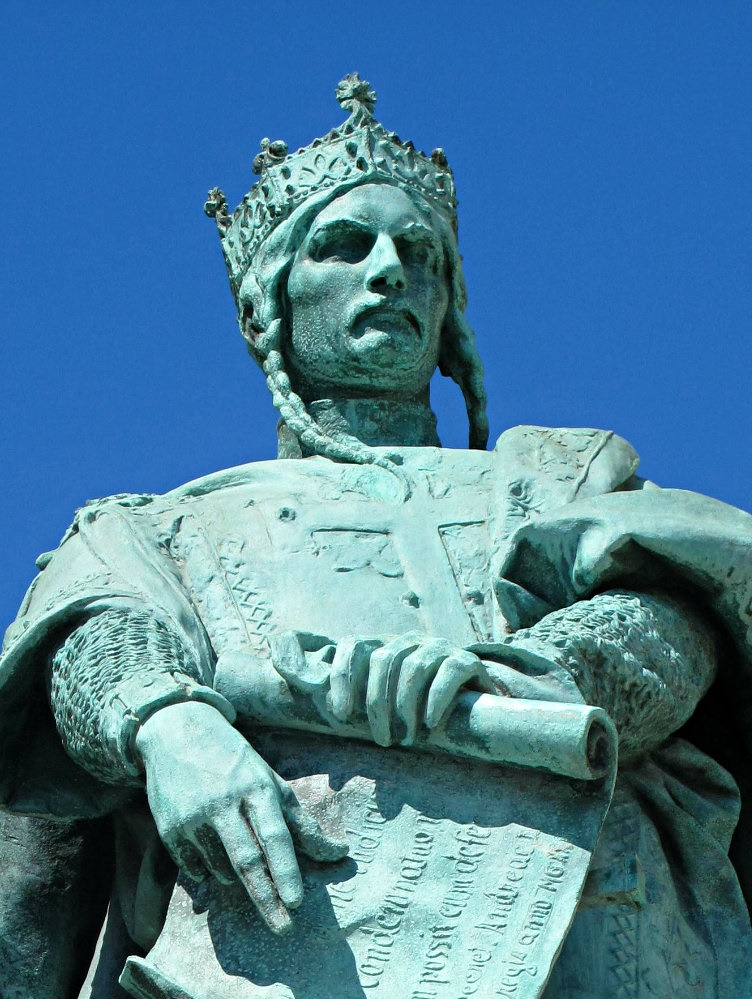
Tượng của András trên Quảng trường Anh hùng ở Budapest

  - Mary (sinh năm 1203/1204), kết hôn với Ivan Asen II của Bulgaria
  - Béla IV (sinh năm 1206)
  - Elisabeth (sinh năm 1207, mất năm 1231), kết hôn với Louis IV, Landgrave xứ Thuringia
  - Coloman (b. ± 1210)
  - Andras xứ Hungary, Hoàng tử xứ Halych
- Với Yolanda de Courtenay (b. ± 1198)
  - Yolanda (sinh năm 1219) kết hôn với James I của Aragon
- Với Beatrice d'Este (23 tuổi vào thời điểm kết hôn năm 1234)
  - Stephen

Người vợ đầu tiên của András, Gertrude xứ Merania, sinh vào khoảng năm 1185, theo nhà sử học Gyula Kristó. Con đầu lòng của họ, Mary, sinh năm 1203 hoặc 1204, sau này là vợ của Ivan Asen II xứ Bulgaria. Con trai cả của András, Béla, sinh năm 1206 là người kế vị vua cha. Em gái của Béla, Elisabeth, sinh năm 1207. Bà kết hôn với Louis IV, Landgrave xứ Thuringia. Bà mất năm 1231 và được phong thánh trong khi András còn sống. Con trai thứ hai của András, Coloman, sinh năm 1208. Con trai thứ ba của ông, András, sinh khoảng năm 1210. Coloman và András từng cai trị Công quốc Halych trong một thời gian ngắn.